# Fernando de la Mora
Fernando de la Mora Cavañas y del Cazal Sanabria y Fernández de Valenzuela (Tapuá, 18 de diciembre de 1773-Asunción, 23 de agosto de 1835) fue un prócer paraguayo. Integró las fuerzas paraguayas en la defensa de Montevideo, Virreinato del Río de la Plata, contra la segunda invasión inglesa de 1807. Participó en la fase inicial del proceso de la independencia paraguaya. La sesión Congreso del 20 de junio de 1811 lo votó como vocal de la Junta Superior Gubernativa, en la cual desempeñó el cargo de vocal secretario. 
Hombre educado y poseedor de una personalidad atractiva, se relacionó por lazos comerciales y sociales con las principales familias patricias de Buenos Aires. Formaba parte de la pequeña élite rural asuncena.

## Infancia y juventud
Sus padres fueron los capitanes de Artillería Fernando de la Mora y doña Ana del Cazal, ambos pertenecientes a familias de linaje, descendientes de Domingo Martínez de Irala. Alonso Riquelme de Guzmán y una hermana de san Roque González. 
Fernando recibió esmerada educación. Cursó sus estudios secundarios en el Colegio Real de San Carlos de Buenos Aires y luego continuó sus estudios universitarios en la Universidad Real de Córdoba del Tucumán donde estudió Derecho. No se conoce la fecha de su regreso al Paraguay. A fines de 1810 se desempeñó como regidor del Cabildo de Asunción.
Se casó con Josefa Antonia Coene, con la que tuvo cinco hijos: Ana Josefa, Saturnina Rosa, Jovita Beatriz, Fernando y Rafael.
Se introdujo en el ramo del comercio de exportación, en cuyo ambiente el joven de la Mora adquirió buenas relaciones con sus iguales y la responsabilidad suficiente para consolidar esos contactos. Al fallecimiento de su padre en [1801], asumió el manejo de los bienes familiares.

## Vida pública
En 1802 fue nombrado Diputado de Asunción por el Consulado de Buenos Aires en representación del gremio de los comerciantes, providencia que ejerció con habilidad hasta 1804. Su permanencia en el puesto le fue útil para consolidar sus amistades con algunas de las familias de mayor abolengo de la ciudad.
Se desempeñó con el grado de alférez integrando las fuerzas de la provincia del Paraguay destacadas por Bernardo de Velasco para expulsar a los ingleses de Montevideo ocupada en 1807. 
Figuraba hacia 1810 como regidor del Cabildo de Asunción.
De la Mora era un decidido partidario de la independencia. Sostuvo una antigua actitud conspirativa a favor de la emancipación de España. Producido el golpe de mayo de 1811, en consideración a sus virtudes personales, su cultura y preparación individual, fue elemento imprescindible para organizar el nuevo gobierno independiente.
El 17 de junio de 1811 se reunió el Primer Congreso del Paraguay emancipado. A propuesta de Mariano Antonio Molas, dicho congreso despojó de todo mando a Bernardo de Velasco, y creó la Junta Superior Gubernativa formada con el jefe más prestigioso de la provincia, el coronel Fulgencio Yegros como presidente. 
Como vocales figuraban el doctor Gaspar Rodríguez de Francia, calificada figura civil; el joven capitán Pedro Juan Caballero representante de las tropas que habían derrotado a la invasión porteña; un religioso, el presbítero Francisco Javier Bogarín y por último don Fernando de la Mora, un civil, hombre sin aristas, vinculado a la sociedad paraguaya.
A poco de asumir sus funciones de la Mora fue comisionado para dirigir una expedición punitiva contra los mbayá al norte de la Provincia. En noviembre de 1812 fue enviado a la Villa real de la Concepción con la orden de recuperar el Fuerte Borbón que había sido ocupado por los portugueses durante los disturbios de la independencia. Constatado el retiro de las fuerzas pertenecientes al fuerte portugués de Coímbra, Mora se ocupó de organizar el Cabildo de Concepción, creado por Decreto de la Junta del 12 de noviembre de 1812.
En ausencia de Mora, en las sesiones de la Junta, durante casi todo el año de 1812 el doctor Francia, pasó a constituirse en el cerebro de la misma. En conocimiento de que Mora se mostraba adversario abierto a sus ideas, le respondió con una profunda antipatía. Lo acusaba de la intención de unir al Paraguay con Buenos Aires y particularmente de la pérdida de documentos secretos del Estado. Se refería al artículo adicional del tratado del 12 de octubre firmado en Asunción con el parlamentario Manuel Belgrano, del que se valió el Triunvirato de Buenos Aires para gravar en forma indebida al tabaco paraguayo.
Desde la firma del antedicho Tratado del 12 de octubre surgieron serias desavenencias con Buenos Aires.

## Persecución
El doctor José Gaspar Rodríguez de Francia, con claras intenciones de acceder al poder supremo de la nueva república Paraguaya y con la presencia en la Junta de un civil prestigioso como el doctor Fernando de la Mora, hombre ilustrado y sagaz, inició una acción eliminatoria en contra de sus compañeros de causa, comenzando con de la Mora, pues este era el obstáculo principal para que Francia sea imprescindible, dada su condición de Doctor en Derecho.
En efecto ésta lo suspendió definitivamente, en ausencia del afectado, por Resolución del 21 de agosto de 1813.

## Muerte
Nueve años después de ver realizado su sueño patriótico, fue encarcelado en 1820. Su final fue incierto, ya que mientras algunos afirman que posiblemente falleció en prisión hacia el año 1835 otros argumentan que fue después de liberado. Fernando de la Mora falleció el 23 de agosto de 1835

## Homenaje
La Ordenanza del 6 de octubre de 1923 de la Municipalidad de Asunción resolvió prestar homenaje al prócer, instituyendo su nombre a la larga avenida que comienza en la calle General Santos hasta la Avenida Defensores del Chaco. El 28 de febrero de 1939 se crea el municipio de Fernando de la Mora (colindante con el municipio de Asunción), independizándose territorial y autárquicamente del municipio de San Lorenzo.
Fernando de la Mora legó dos importantes documentos: el Bando del 6 de enero de 1812 y la Instrucción para el Maestro de Escuela.